# Omaha (Texas)
Omaha ist eine Stadt im Morris County im Bundesstaat Texas in den Vereinigten Staaten. Das U.S. Census Bureau hat bei der Volkszählung 2020 eine Einwohnerzahl von 936 ermittelt.
Omaha ist Teil der sozioökonomischen Region Ark-La-Tex, die Teile der vier Bundesstaaten Arkansas, Louisiana, Oklahoma und Texas umfasst.

## Geographie
Omaha liegt im Nordosten des Bundesstaates Texas im Süden der Vereinigten Staaten. Es liegt inmitten einer Seenlandschaft, die sich vom Nordosten Oklahomas bis in den Osten von Texas zieht. Es befindet sich etwa mittig zwischen den drei großen Seen Wright Patman Lake, Lake O' the Pines und Lake Bob Sandlin.
Nahegelegene Städte sind unter anderem Naples (drei km nordöstlich), Cookville (7 km westlich), Daingerfield (12 km südlich) und Mount Pleasant (15 km westlich).

## Geschichte
Omaha wurde 1880 als Morristown von Thompson Morris gegründet, das Postamt aber wurde Gavett genannt. 1886 entschieden sich sechs Männer aus dem Randolph County aus Alabama durch Los für den neuen und bis heute gültigen Namen.
Wegen ihrer zentralen Lage und der Anbindung an die St. Louis Southwestern Railway wuchs die Stadt rasant. Schon 1890 hatte sie drei Kirchen, eine Schule, eine wöchentliche Zeitung und um 450 Bewohner. Im 20. Jahrhundert war Omaha Umschlagplatz für Gemüsefrachten.

## Demographie
Die Volkszählung 2000 ergab eine Bevölkerungszahl von 999 Menschen, verteilt auf 389 Haushalte und 264 Familien. Die Bevölkerungsdichte lag bei 330 Menschen pro Quadratkilometer. 77 % der Bevölkerung waren Weiße, 20 % Schwarze, 0,5 % Pazifische Insulaner, 0,2 % Asiaten und 0,1 % Indianer. 1,4 % entstammten einer anderen Ethnizität, 0,8 % hatten zwei oder mehr Ethnizitäten, 3,6 % waren Hispanics oder Lateinamerikaner jedweder Ethnizität. Auf 100 Frauen kamen 76 Männer. Das Durchschnittsalter lag bei 41 Jahren, das Pro-Kopf-Einkommen lag bei 14.750 US-Dollar, womit etwa 24,5 % der Bevölkerung unterhalb der Armutsgrenze lebten.
Zur Volkszählung 2010 stieg die Bevölkerungszahl auf 1021.

## Verkehr
Omaha wird von Westen Richtung Osten vom U.S. Highway 67 durchlaufen, der vom Südwesten Texas’ bis nach Iowa verläuft. Im Osten der Stadt kreuzt er den U.S. Highway 259, der Omaha mit Heavener im Norden und Nacogdoches im Süden verbindet. Rund 14 Kilometer nördlich der Stadt verläuft der Interstate 30.
Etwa dreieinhalb Kilometer südöstlich der Stadt befindet sich der Greater Morris County Airport.